# Uhry (Přibyslav)
Uhry (německy Ungarn) jsou osada, která je součástí města Přibyslav.

## Historie
Původ názvu Uhry není znám. Traduje se, že se jmenuje podle toho že jistý tesař pracoval po vyučení v Uhrách. Uhry vznikly jako odloučená část osady Dvorek v první polovině 19. století.